# Tilapia
Tilapia er navnet på en gruppe afrikanske fisk på flere hundrede arter fra familien ciclider, som avles i USA og Asien som spisefisk og akvariefisk. De kommer fra Afrika, og de fleste er ferskvandsfisk.
I slutningen af 1970'erne regnedes alle "tilapier" til slægten Tilapia, men siden er de blevet inddelt i flere slægter efter deres opførsel:
- Slægten Tilapia omfatter bundlevende arter som yder yngelpleje. 40 arter, f.eks. Tilapia mariae, T. rendalli og T. zilli. Typeart er Tilapia sparrmanii, Smith, 1840.
- Slægten Sarotherodon. Hannerne er mundrugere. 19 arter som Sarotherodon galilaeus. Typeart er  Sarotherodon melanotheron, Rüppell, 1852.
- Slægten Oreochromis. Hunnerne er mundrugere. 47 arter, f.eks. Oreochromis niloticus (Niltilapia, kommercielt vigtig spisefisk, ofte avlet) og O. mossambicus (den gamle Tilapia mossambica). Typeart er Oreochromis hunteri, Günther, 1889. Denne gruppe omfatter de fleste tilapier som er akvariefisk.
- Slægten Alcolapia lLever i små, varme søer med meget alkalisk vand. Hunnerne er mundrugere. 4 arter: Alcolapia alcalicus, A. latilabris, A. ndalalani og typearten A. grahami, (Boulenger, 1912).

Tilapia-gruppen er stadig under Taksonomisk omarbejdning, og visse inkonsekvenser eller forvirring omkring navngivningen af arterne forekommer i litteraturen; blandt andet kan man f.eks. komme til at se niltilapien Oreochromis niloticus benævnt som Tilapia nilotica.

## Som mad
Tilapia har yderst lave koncentrationer af kviksølv,
da tilapia er hurtigvoksende og kortlivede, og primært lever vegetarisk, så de akkumulerer ikke kviksølv, som det sker i kødspisende dyr.
Kødspisende tilapia kan akkumulere betydelige mængder kviksølv.
Akvakultur og muligvis akvaponi producerede tilapia har kun lave niveauer af det gavnlige omega-3-fedtsyrer (en essentiel ernæring som er en vigtig grund til at diætister anbefaler fiskespisning) og et relativt højt indhold af omega-6-fedtsyre - omega-3:omega-6 forhold på 1:11, hvilket er meget mindre omega-3 end ønsket.
Rapporten foreslår, at grunden er at opdrættet tilapia fodres med store mængder majs. Majs indeholder kortkædede omega-6-fedtsyrer, som koncentreres i fisken.

## Historie
Tilapia er kendt under flere navne. "Tilapia" er en latinisering af thiape, der betyder "fisk" i tswana-sproget.  I det gamle Egypten finder man den som hieroglyffen 
| K1 |

 i Gardiners liste.  Tilapia var et symbol på genfødsel i egyptisk kunst, og dertil knyttet til gudinden Hathor. Den sagdes også at ledsage og beskytte solguden Ra på hans daglige rejse over himmelhvælvingen. Tilapia malet på gravkamrenes vægge minder os om trylleformular 15 i De dødes bog, hvor den afdøde udtrykker sit håb om at få plads i solbåden: "Du ser tilapiaen i sin [sande] form i den turkise dam", og "Jeg ser tilapiaen i sin [sande] natur lede den raske båd i sine vande." 
Tilapia var en af tre hovedtyper, der i bibelsk tid blev fisket fra Genesaret sø. Den blev kaldt musht (i vore dage "Sankt Petersfisk").   Dette navn er hentet fra Matthæusevangeliet 17:24-27,  hvor apostlen Peter fanger en fisk, der har en mønt i munden. Evangeliet omtaler ikke fiskens art.